# Карлини, Паоло
Паоло Карлини (итал. Paolo Carlini; 6 января 1922, Сантарканджело-ди-Романья — 3 ноября 1979, Рим) — итальянский актёр театра и кино.
За время своей творческой карьеры, которая продолжалась с 1940 по 1979 год, снялся в 45 фильмах. Наиболее известен небольшой ролью в фильме «Римские каникулы».
Паоло Карлини умер в возрасте 57 лет от тромбоза. После его смерти появились сообщения о его гомосексуальных связях с римскими католическими священниками, в частности с кардиналом Антонио Мария Монтини, будущим папой римским Павлом VI.

## Избранная фильмография
- 1953 — Римские каникулы
- 1960 — Это началось в Неаполе
- 1968 — Хроника Анны Магдалены Бах